# Thomas Willis
Thomas Willis (Wiltshire, 27 gennaio 1621 – Londra, 11 novembre 1675) è stato un medico e anatomista britannico noto principalmente per i suoi studi nell'ambito delle neuroscienze.

## Biografia
Nato il 27 gennaio del 1621 da Thomas Willis e Rachel Howell nel Wiltshire (Great Bedwyn), Thomas Willis venne educato alla Edward Sylvester's School della cittadina, finché non decise, solo apparentemente, di voler intraprendere la carriera ecclesiastica. Sembrerebbe, infatti, che egli abbia avuto un interesse per le discipline mediche e chimiche sin dalla più tenera età. 
Gli eventi della guerra civile lo costrinsero a stare fuori dall'ambito universitario poiché l'Università di Oxford servì come sede regale durante quel periodo (1642-1646). Willis non si arruolò immediatamente nell'esercito, ma la guerra influì notevolmente sulla sua vita; la sua casa si trovava infatti in una posizione strategica per le tattiche della guerra civile in atto (lungo il fiume e le strade tra Oxford e Abingdon) e molte battaglie furono combattute in quelle zone. Ancor più rilevante fu il fatto che suo padre e la sua matrigna morirono di febbre epidemica che devastò le forze militari locali. Willis dunque si arruolò nella "Royalist Army" poco dopo e fin quando la sua Università si arrese alle forze parlamentari. Fu proprio durante questo periodo che Willis rivolse le sue attenzioni allo studio della Medicina divenendo così uno dei medici del re Carlo I d'Inghilterra.
Nonostante il suo cambiamento di carriera, le sue convinzioni religiose rimasero inalterate; mantenne infatti una posizione anglicana ed entrò a far parte di una congregazione religiosa nel 1650; tra i membri vi erano John Fell, John Dolben, e Richard Allestree.
Fu l'assistente di William Petty, allora professore di anatomia, e partecipò con lui alla sensazionale rianimazione di Anne Greene (che si pensava essere stata vittima di un'esecuzione) nel 1650. Nel decennio successivo presentò Robert Hooke (che lavorò come suo assistente) a Robert Boyle. Fu anche in stretti rapporti con Susan Holder, la sorella di Wren Holder, esperta nella guarigione delle ferite.
La sua fama all'interno dei circoli intellettuali crebbe molto rapidamente nel corso del 1650 tanto che riuscì a stabilire la sua reputazione come chimico esperto e filosofo naturale. Nel 1656 Samuel Hartlib lo definì un "uomo di primo piano" e il primo nel Philosophical Club di Oxford.
Sposò nel 1657 Margaret Fell, sorella maggiore del suo vecchio amico John Fell (che sarebbe in seguito diventato il suo biografo). 
Lavorò in seguito come medico a Westminster (a Londra) nel 1666; le sue pratiche mediche ebbero un enorme successo poiché tentò di integrare le sue conoscenze in campo anatomico e i rimedi allora conosciuti, proponendo così un mix tra Iatromeccanica e Iatrochimica.
Secondo Noga Arikha:
(Noga Arikha, (Form and Function in the Early Enlightenment, p. 13))
I suoi scritti sull'anatomia erano i più completi dell'epoca; nel 1671 descrisse inoltre, le manifestazioni tipiche della "miastenia gravis".
Con i termini di malattia di Willis I e malattia di Willis II si indicano rispettivamente un antico termine con cui veniva chiamato il diabete mellito e l'asma. Non si deve invece a lui la malattia chiamata con il  nome "malattia di Wilson" (scoperta invece dal neurologo britannico Samuel Alexander Kinnier Wilson).
Nel 1670, sua moglie Margaret, morì. Sposò due anni più tardi Elizabeth Calley (1635-1709).Morì nel 1675 a Londra; la sua lapide si trova ancora oggi nel Westminster Abbey a Londra. 

## Diatribae duae medico-philosophicae

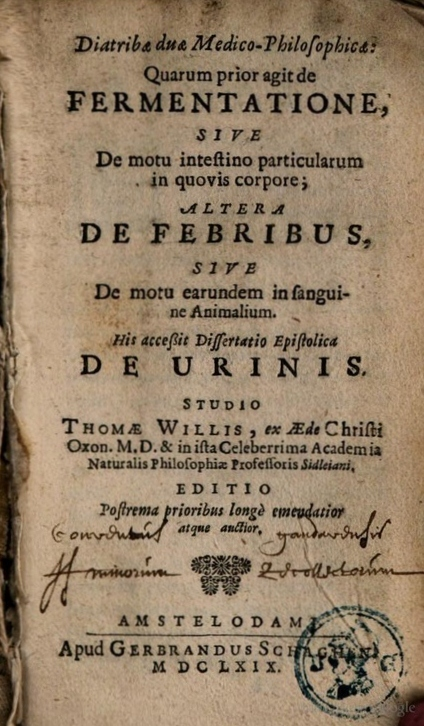
Diatribae duae medico-philosophicae

Verso la fine del 1650, Willis, volle migliorare la sua reputazione di medico. La sua pratica medica era migliorata tanto da poter iniziare a scrivere la sua prima opera: Diatribae duae medico-philosophicae (1659). Fu soprattutto un tentativo per affermare se stesso come medico che mirava ad unire la teoria con la pratica empirica, discostandosi così da alcuni chimici praticanti, suoi contemporanei.
- A tal fine, introdusse una filosofia medico-chimica nella prima parte del libro (De fermentatione). In questa prima parte dell'opera si discute di come tutti i fenomeni naturali possono essere compresi e spiegati secondo gli effetti delle fermentazioni di cinque diversi tipi di particelle chimiche:  spirito, zolfo, sale, terra e acqua .

- Dimostrò, inoltre, nella seconda parte del libro (De Febribus), come la fermentazione di tali particelle nel sangue possa spiegare le cause della febbre e anche guidare il medico nelle terapie da dover prescrivere al paziente.

- Rafforzò infine il "matrimonio" tra conoscenza filosofica ed esperienza pratica, nella terza ed ultima parte del suo libro (De Urinis).  L'urina era stata a lungo considerata un importante indicatore  diagnostico dello stato febbrile. Willis usò le sue analisi chimiche delle urine sia per sostenere le sue convinzioni filosofiche e mediche, sia per giustificare le sue pratiche terapeutiche.

La sua reputazione, a seguito della pubblicazione, crebbe a dismisura, ma ciò era dovuto più alla devozione dei suo vecchi amici che per le sue teorie mediche. Con la Restaurazione di Carlo II d'Inghilterra nel 1660, lui e i suoi amici acquisirono posizioni di potere all'interno dell'Università e del corpo politico.
Su iniziativa di Gilbert Sheldon, allora vescovo di Londra, fu nominato Professore di Filosofia Naturale e gli fu assegnato il dottorato in medicina. Le sue pratiche mediche migliorarono molto durante questo periodo e, dal 1655, divenne famoso poiché il suo stipendio era il più alto di tutta l'Università di Oxford. Durante lo stesso anno fu nominato Fellow della neo-fondata Royal Society e membro onorario del Royal College of Physicians (1665).

## Anatomia del cervello ePoligono di Willis
Fu un vero pioniere nella ricerca anatomica del cranio, del sistema nervoso e dei muscoli. Il "Poligono di Willis" (più correttamente, circolo "anastomotico" di Willis) fu però già descritto a Padova da G.C.Casseri.

Il Poligono di Willis

Verso il 1660, Willis iniziò a svolgere una dettagliatissima ricerca anatomica del cervello e dei suoi nervi, studiandone i loro disturbi e le loro patologie. Questo argomento lo attrasse a tal punto da diventare oggetto delle sue quattro opere successive.

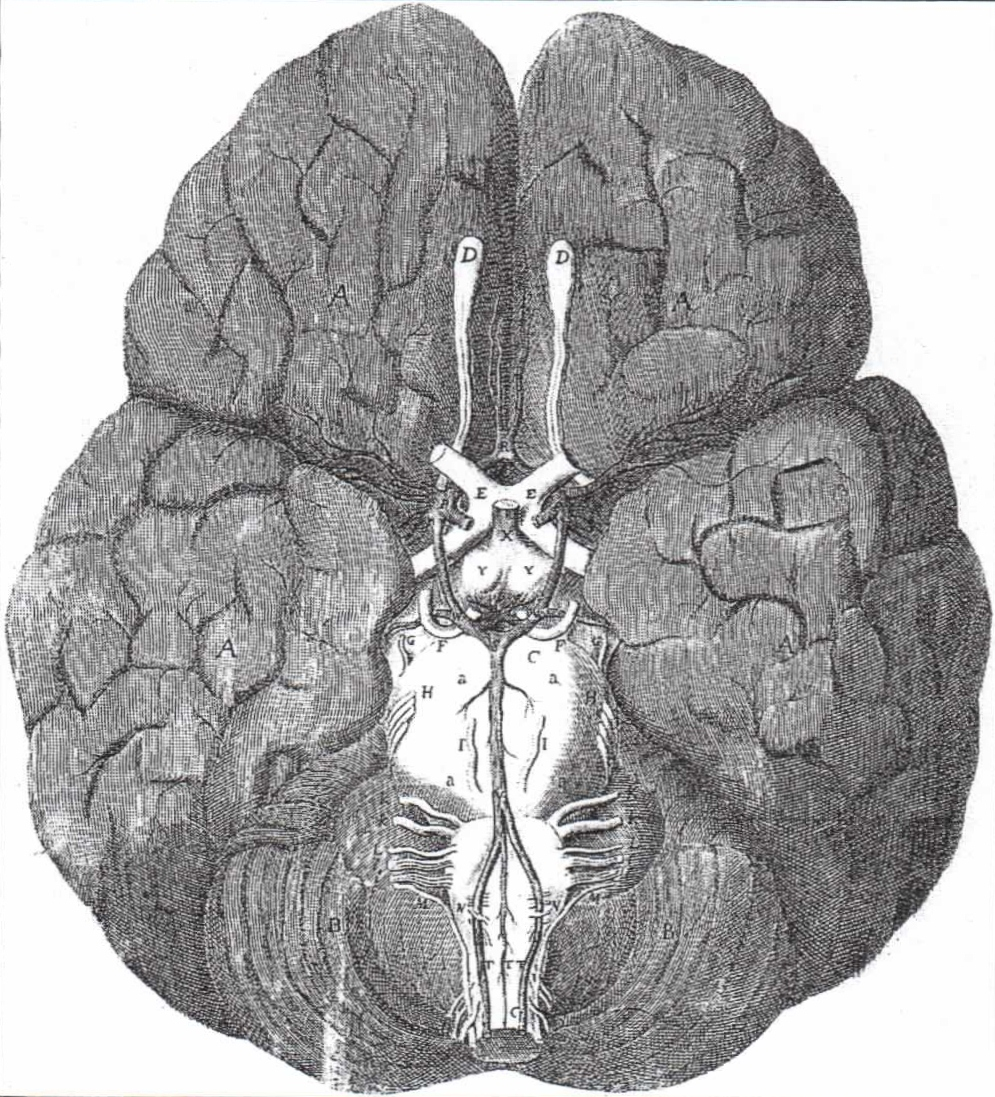
Circolo di Willis. Tratto da "Cerebri Anatome", Londra, 1664. Rare Books, Wellcome Library, London.

- Il suo primo libro su questo argomento fu Cerebri anatome (1664), in cui Willis rivelò le strutture cerebrali responsabili del funzionamento delle emozioni, della motivazione e del comportamento umano. Una di queste strutture era proprio il "Poligono di Willis", un circolo anastomotico che si trova alla base della scatola cranica e che rappresenta la confluenza di tre arterie principali: l'arteria basilare (formata dalla confluenza delle arterie vertebrali destra e sinistra, prime collaterali dell'arteria succlavia), e le due arterie carotidi interne (destra e sinistra).

In questo libro Willis spiega anche come lo spirito economista dell'uomo può essere influenzato da una sostanza volatile (chiamata animal spirit) rilasciata dai nervi. Tale sostanza, secondo il medico inglese, serviva a portare informazioni dagli organi di senso fino al cervello. Le illustrazioni del libro sono opere del suo collaboratore, nonché famoso architetto londinese del XVII secolo, Christopher Wren.
- Tre anni dopo argomentò varie patologie convulsive e malattie neurologiche nel suo secondo libro: Pathologiae Cerebri et Nervosi Generis Specimen (1667)[14].Egli sostenne che le patologie come l'epilessia, l'ipocondria e l'isteria, sono il risultato di convulsioni causate dall'esplosione di particelle all'interno delle parti muscolari del corpo a causa di una grande varietà di particelle alcoliche altamente volatili.

Dopo la pubblicazione, si trasferì a Londra per poter frequentare maggiormente il suo amico Gilbert Sheldon. A Londra ben presto divenne un medico molto ricercato, anche tra i ranghi più alti della società inglese.
Tuttavia le sue teorie dovettero affrontare un certo numero di sfide durante il tardo 1660. I dettagli sulla fisiologia del movimento muscolare, le patologie degli affetti da isteria e quelle degli ipocondriaci, furono messi in discussione dal chirurgo britannico Nathaniel Highmore.
Rispose a queste sfide difendendo le proprie idee di neuropatologia convulsiva attraverso un'epistola: Affectionum quae dicuntur hystericae et hypochondriacae pathologia spasmodica vindicata, contra responsionem epistolarem Nathanael Highmori (1670).
- L'ultimo lavoro neurologico, fu il più ambizioso. In De Anima Brutorum (1672) presentò la fisiologia e le patologie dell'anima animale.[15] L'anima  rappresentava infatti, la "parte" del corpo in comune tra l'uomo e le bestie e la parte che riteneva essere la fonte fisica delle passioni del corpo; quelle stesse passioni che portavano ogni singola creatura alla ricerca di quelle cose (come cibo, riparo e un compagno) necessarie per il perseguimento della vita. I disturbi dell'anima erano responsabili di una serie di malattie (attribuite a delle disfunzioni dei nervi) capaci di modificare radicalmente i pensieri e i comportamenti umani (es. la malinconia e la mania).[16]

- Nell'ultimo lavoro, Pharmaceutice rationalis (1674-1675), spiegò le ragioni alla base delle azioni curative dei farmaci. Egli descrisse dettagliatamente le funzioni dello stomaco e spiegò come medicamenti ingeriti potevano promuoverne la guarigione alterandone il funzionamento fisiologico. Fornì inoltre resoconti di come agivano diversi farmaci su determinate parti del corpo nel secondo volume.

## Opere in lingua latina
- Diatribae Duae Medico-Philosophicae (De Fermentatione, De Febribus, De Urinis), Londra, 1650.
- Cerebri anatome (Cerebri anatome et nervorum descriptio et usus), Londra, 1664.
- Pathologiae Cerebri et Nervosi Generis Specimen, Oxford, 1667.
- De Accensione Sanguinis et Motu Muscolari, Londra, 1670.
- Affectionum que dicuntur hystericae et hypochondriacae Pathologia, Londra, 1670.
- De Anima Brutorum, Londra, 1672.
- Pharmaceutice Rationalis, Oxford, 1674.[17]